# 科拉峰國家公園

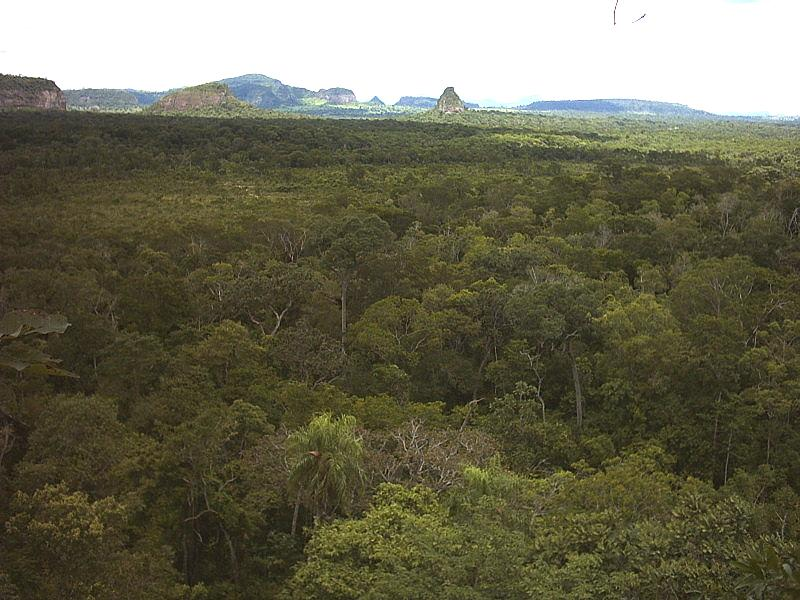

22°39′S 56°11′W / 22.650°S 56.183°W
科拉峰國家公園（西班牙語：Parque nacional Cerro Corá），是巴拉圭的國家公園，位於該國東北部阿曼拜省，距離佩德羅胡安卡瓦列羅45公里，成立於1976年2月11日，面積5,538公頃。